# Tirmer
Tirmer (em parta: tyrymtry; romaniz.: Tīrmihr; em grego clássico: Τιρμερ; romaniz.: Tirmer) foi um oficial persa do século III, ativo no reinado do xá Sapor I (r. 240–270). É conhecido apenas a partir da inscrição Feitos do Divino Sapor segundo a qual era castelão (castelofílaco; dizbed em parta e persa médio) de Xarcarta. Ele aparece numa lista de dignitários da corte de Sapor e está classificado na vigésima quinta posição.